# 濱野大輝
濱野大輝（日语：／ Hamano Daiki，1989年3月30日—）是日本的男性聲優。出身於東京都。隸屬於ARTSVISION。勝田聲優學院、日本旁白演技研究所畢業。

## 人物
興趣、特技是英語會話、觀賞運動比賽、室內五人制足球、電影與音樂鑑賞。
中學時代曾加入橄欖球社。
尊敬的人物是艾瑞克·克萊普頓。
已婚，2014年10月第一個孩子出生。

## 演出作品
※粗體字為主要角色。

### 電視動畫
2014年
- 獻給某飛行員的戀歌（通信兵、騎士團員、參謀A、傳令、伊斯拉兵B）
- 惡魔的謎語（數學教師）
- 金田一少年之事件簿R（管制塔職員[5]）
- 魔法科高中的劣等生（九高選手）
- 遊戲王ARC-V（男性、作業員、少年B、手下B、山部、霧隱塾長、電視主持人、西洋棋決鬥者、聲音）
- 棺姬嘉依卡（御者、衛兵）
- 刀劍神域II（玩家）
- 斬！赤紅之瞳（傳令兵）
- 戲劇性謀殺（調皮的小孩B）
- 灰色的果實（隊員）
- 蟲師 續章（思念的人）
- 名偵探柯南（菊池）

2015年
- 銃皇無盡的法夫納（迪蘭的部下）
- ALDNOAH.ZERO 第2期（副長、聯合軍士兵、突擊兵、火星兵士、火星騎士）
- 純潔的瑪利亞（傭兵A）
- 火影忍者疾風傳（麻痺）
- SHIROBAKO（渥美裕治、濱崎五郎、藥師寺笊良、演出A）
- 晨曦公主（ムア）
- 在地下城尋求邂逅是否搞錯了什麼（冒險者C、蓋爾）
- 食戟之靈（郁魅父、男學生A、肌肉男A、過路人B、通勤客A）
- 亞爾斯蘭戰記（帕爾斯國民、兵士、山裘）
- 俺物語！！（下級生2）
- 灰色的樂園（敵1）
- 青春×機關鎗（渡邊、男性工作人員）
- 戰姬絕唱SYMPHOGEAR GX（黑服）
- Charlotte（電視播報）
- 魔物娘的同居日常（輕浮男子、騎士、客A、肉店、麵包店）
- 重裝武器（操作員、敵兵、大洋洲兵）
- 機動戰士GUNDAM 鐵血的孤兒（但丁·莫格羅[6]）
- 彗星·路西法（副官、男）
- 高校星歌劇（試驗官、工作人員）
- 請問您今天要來點兔子嗎？？（傭人A）

2016年
- 疾走王子Alterative（針谷久人[7]、係員）
- 暗殺教室 第2期（水井）
- Active Raid－機動強襲室第八課－（廣播、教師、研究員：男）
- GATE 奇幻自衛隊 在彼方的土地，如斯的戰鬥 第2期（通信）
- 蒼之彼方的四重奏（審判（男學生））
- 火星異種 復仇（染谷龍大）
- 文豪Stray Dogs（鑑識）
- 高校艦隊（八百屋夫）
- 食戟之靈 貳之皿（男性客B）
- DAYS（速瀨隆伸[8]、阿睦的朋友、觀眾、有馬）
- NEW GAME!（Signal Three·紅）
- 半田君傳說（男子）
- Active Raid－機動強襲室第八課－ 2nd（柿屋）
- 路人超能100（猿田、山村、五頭、構成員B）
- 機動戰士GUNDAM 鐵血的孤兒 第二期（但丁·莫格羅）
- ALL OUT!!（不良學生、關東學園社員）
- 漂流武士（矮人）

2017年
- 幼女戰記（馬特烏斯·約翰·拜斯）
- 南鎌倉高校女子自行車社（男性）
- 來自「没有荣耀的天才们」的故事（日语：栄光なき天才たち）（埃迪·托蘭）[9]
- 高校星歌劇 第2期（共演者的男性）
- 櫻花任務（美濃[10]）
- 戀愛暴君（帥哥）
- 巴哈姆特之怒 VIRGIN SOUL（男、兵士）
- Re:CREATORS（八頭司遼）
- ID-0（通信）
- sin 七大罪（男性2）
- 遊戲王VRAINS（鬼塚豪／Go鬼塚）
- 潔癖男子青山！（佐藤清、霧島的朋友、成田父、體育教師、陣內老師）
- 最遊記RELOAD BLAST（瑛刃）
- 將國戡亂記（コルベール）
- 人馬小姐不迷茫（教師）
- Princess Principal（士兵）
- 咕嚕咕嚕魔法陣（警備兵）
- KAITO×ANSA（ヤリ筋瓜島）
- Gamers 電玩咖！（黑服B）
- 偶像大師SideM（圓城寺道流）
- 調教咖啡廳（客、外國人客）
- 泥鯨之子們在沙地上歌唱（莉可絲的父親）
- ROBOMASTERS THE ANIMATED SERIES（老王）

2018年
- 霸穹 封神演義（楊森）
- DARLING in the FRANXX（五郎〈代役〉[11]）
- 極道超女（警察官）
- 琴之森
- 中間管理錄利根川（中田）
- 工作細胞（紅血球4）
- 天狼 Sirius the Jaeger（亞佐夫、直江家傭人）
- DOUBLE DECKER！道格＆基里爾（哈梅斯）
- JoJo的奇妙冒險 黃金之風（淚眼路卡）
- 哥布林殺手（重戰士）
- 偶像大師 SideM 有理由Mini！（圓城寺道流）
- INGRESS THE ANIMATION（休倫研究員）
- 七大罪 戒律的復活（納納西）

2019年
- 路人超能100 II（猿田、大學生、靈能力者3）
- 飛翔吧！戰機少女（管制官）
- 魔法少女特殊戰明日香（戶田）
- 荒野的壽飛行隊（評議會警備隊隊長）
- 異世界四重奏（拜斯）
- 魔法禁書目錄III（僧兵）
- 炎炎消防隊（第7隊員）
- 七大罪 眾神的逆鱗（納納西、士兵）

2020年
- 異世界四重奏2（拜斯）
- 月歌。THE ANIMATION 2（須貝誠）

2021年
- 2.43 清陰高中男子排球社（黑羽賴道）
- WAVE!!～來衝浪吧!!～（麥克）
- SSSS.DYNAZENON（伽瑪）
- 無職轉生～到了異世界就拿出真本事～（裘耶斯·泰德路迪亞）
- 魯邦三世 PART6（艾略特）

2022年
- 瓦尼塔斯的手札（強·傑克[12]）
- 天才王子的赤字國家重生術（拉庫爾姆）
- 白領羽球部（外崎士龍[13]）
- 現實主義勇者的王國重建記（布萊德·喬卡）
- 闇影詩章F（バトルフェンサーW）
- 朋友遊戲（美笠天智[14]）
- 骸骨騎士大人異世界冒險中（達卡勒斯[15]）
- 街角魔族 2丁目（發音不錯的人）
- 愛在征服世界後（廣告的聲音）
- 轉生賢者的異世界生活～取得第二職業，成為世界最強～（萊亞爾多、真龍）
- 被勇者隊伍開除的馭獸使，邂逅了最強種的貓耳少女（阿加斯）
- 路人超能100 III（猿田、妖怪大王、店員、山村）
- BLEACH 千年血戰篇（盧達斯·佛利根）
- 鏈鋸人（武士刀[16]）

2023年
- TechnoRoid 超越意志（博拉）
- 冰劍的魔術師將要統一世界（夏因·吉拉德）
- 為漣蒼士獻上純潔（日向大智[17]）
- 奇異賢伴 黑色天使（鮑勃[18]、大鮑、二鮑、三鮑、四鮑）
- 哥布林殺手II（重戰士）
- 爆旋陀螺X（億長骷髏）
- 黑暗集會（墨鏡坊主）
- 我想成為影之強者！ 2nd season（關德伊）
- 聖魔大戰 BIKKURI-MEN（黑宙斯[19]）

2024年
- 輪迴第7次的惡役令孃，在前敵國享受自由自在的新娘生活（卡米爾）
- 小酒館Basue（小川[20]）
- 青之驅魔師 島根啓明結社篇（甘納爾）
- 戰隊大失格（石川宗次郎[21]）
- 夜櫻家大作戰（犬神王牙[22]）
- 我要【招架】一切～沒有自知之明的世界最強只想當個冒險家～（諾爾[23]）
- 義妹生活（丸友和[24]）
- 異世界失格（哲夫）
- 七大罪 啟示錄四騎士 第2期（托敏托爾）
- 青之壬生浪（宗助〈刀傷男〉）

2025年
- S級怪獸《貝希摩斯》被誤認成小貓，成為精靈女孩的騎士（寵物）一起生活（霍華德）
- 中禪寺老師妖怪講義錄 解謎就交給老師。（青年）
- 華Doll* -Reinterpretation of Flowering-（影河凌駕[25]）
- 破爛千金被姊姊的原婚約者溺愛著（裘洛斯[26]）
- 雙人單身露營（樹乃倉嚴[27]）
- 數碼寶貝BEATBREAK（ムラサメモン[28]）

### OVA
2015年
- 噬血狂襲 女武神的王國篇（SP、廣播C）

2016年
- 食戟之靈「暑假的繪里奈」（男子B）

2017年
- 噬血狂襲Ⅱ「咎神騎士篇Ⅱ」（上柳）
- 噬血狂襲Ⅱ「咎神騎士篇Ⅲ」（上柳）

### 劇場動畫
2015年
- 好想大聲說出心底的話。（搬家業者）

2017年
- 春宵苦短，少女前進吧！（嚮導）
- NO GAME NO LIFE 遊戲人生 ZERO（幽靈們）
- 劇場版 窈窕淑女 前編～紅緒、花樣的17歲～（歸還兵）
- 哥吉拉 怪獸惑星（游擊隊飛行員）

2019年
- 劇場版 幼女戰記（馬特烏斯·約翰·拜斯）
- 乘浪之約（千葉港之塔廣播）
- 我們的7日戰爭（大斗）

2020年
- 劇場版 SHIROBAKO（渥美裕治、濱崎五郎、げ〜ぺ〜う〜忍者E）

2022年
- 劇場版 異世界四重奏 ～Another World～（拜斯）

2023年
- GRIDMAN UNIVERSE（雷克斯[29]）

### 網路動畫
2017年
- 誘惑★オフィスLOVER2（上條健一郎）

2018年
- 神酒之尊（國士無雙[30]）

2020年
- 日本沉沒2020（淺田修）
- 義妹生活（丸友和）

2021年
- 終末的女武神（陳宮公臺、神）

2023年
- 終末的女武神II（布袋尊、杉田玄白、伐樓拿）

### 遊戲
2013年
- SNOW BOUND LAND
- 花冠之淚II 霸王的末裔 ※PS3

2014年
- Enkeltbillet* 魔女妮娜與土塊戰士（瓦利亞·卡卡[31]、魔騎士錫蒙利[32]）
- 激鬥學園（砂井羽寫流、一眼之狼·砂井羽寫流、波佐見斬、鋏戰士·波佐見斬[33]）
- 有聲男友～放學後來與你相見～（烏丸晴[34]）
- 哥吉拉-GODZILLA-（自衛隊員[35]）
- 真·三國無雙7 Empires（編輯男·老練3[36]、編輯男·熱血4）
- 戰場的婚禮
- 天空艦隊（賽爾修、艾德華、諾曼）
- 魔女異聞錄 伊絲塔利亞傳說（破壞者梅菲斯特費雷斯）
- FANTASY x RUNNERS2（獵人吉連、蠻族長拉爾洛夫[37]）

2015年
- 疾走王子（針谷久人[38]、益成一騎[39]）

2016年
- 偶像大師 SideM（圓城寺道流[40]）
- 在茜色的世界中與君詠唱（鑑真[41]）
- 怪盜夜想曲（猛獸怪盗狂戰士[42]）
- 美男革命-愛麗絲與戀之魔法（帽客/奧利佛=萊特）

2019年
- 聖火降魔錄 英雄雲集（巴茲）

2021年
- Melty Blood: TYPE LUMINA（轧间红摩）

### 特攝
- 暴太郎戰隊Don Brothers－Don衝擊槍(武器配音)

### 音樂CD
| 發售日  | 名稱                                              | 演唱名義 | 歌曲名稱                                                  | 備註                              |
| 2015年  | 2015年                                            | 2015年 | 2015年                                                    | 2015年                            |
| ------- | ------------------------------------------------- | --- | --------------------------------------------------------- | --------------------------------- |
| 3月15日 |                                                   | 大黃蜂（木村良平）、強臂思昂（近藤唯）、側掃（濱野大輝）、鐵修（松浦義之）、鋼鎖（山橋正臣）、柯博文（楠大典） | 「」                                                      | 動畫《變形金剛 領袖的挑戰》片尾曲 |
| 12月2日 | EXIT TUNES PRESENTS ACTORS4                       | feat.五本松大（濱野大輝）×霧山一（梅原裕一郎）                                                                 | 「」                                                      |                                   |
| 2016年  |                                                   | |                                                           |                                   |
| 7月27日 | THE IDOLM@STER SideM ST@RTING LINE -12 THE 虎牙道 | THE 虎牙道［大河武（寺島惇太）、牙崎漣（小松昌平）、圓城寺道流（濱野大輝）］                                   | 「」 「情熱…FIGHTER」 「DRIVE A LIVE」（THE 虎牙道 ver.） | 遊戲《偶像大師 SideM》角色歌      |

## 外部連結
- 事務所公開簡歷 （页面存档备份，存于）（日語）